# Asphondylia glabrigerminis
Asphondylia glabrigerminis är en tvåvingeart som beskrevs av Peter Kolesik 2010. Asphondylia glabrigerminis ingår i släktet Asphondylia och familjen gallmyggor. Inga underarter finns listade i Catalogue of Life.